# Amanda Ryan
Amanda Ryan (née en 1971) est une actrice britannique.

## Filmographie sélective
Sauf indication contraire, les informations mentionnées dans cette section peuvent être confirmées par les bases de données cinématographiques  présentes dans la section « Liens externes ».
- 1996 : Jude : Gypsy Saleswoman
- 1997 : Metroland : Joanna
- 1997 : The Woodlanders : Sukey Damson
- 1997 : Les Prédateurs (série télévisée), saison 1, épisode Jeux d'épées (The Swords) : Musidora
- 1998 : The Man Who Held His Breath : Lulu
- 1998 : Elizabeth : Lettice Howard
- 1999 : Simon le Magicien : Sarah
- 1999 : David Copperfield (téléfilm) : Agnes Wickfield
- 1999 : Mauvaise Passe : Ann
- 2000 : Start-up (série télévisée) : Sophie Moore
- 2000 : Britannic (téléfilm) : Vera Campbell
- 2000 : Best : Mrs. Crevand
- 2002 : Whoosh : Josie
- 2002 : La Dynastie des Forsyte
- 2004-2005 : Shameless (série télévisée) : Carrie Rogers
- 2005 : Red Mercury : Electra
- 2005 : Christmas Merry : Julia
- 2007 : Sparkle : Kate
- 2008 : Samantha : Samantha
- 2010 : Inspecteur Barnaby (série télévisée), saison 12, épisode Le Monte en l'air : Martha Filby
- 2012 : Love Eternal : Tina Shaw